# 南阿蘇鉄道DB16形ディーゼル機関車
南阿蘇鉄道DB16形ディーゼル機関車（みなみあそてつどうDB16がたディーゼルきかんしゃ）は、2007年（平成19年）にDB10形の代替用として2両が製造された南阿蘇鉄道のトロッコ列車牽引用ディーゼル機関車である。

## 概要

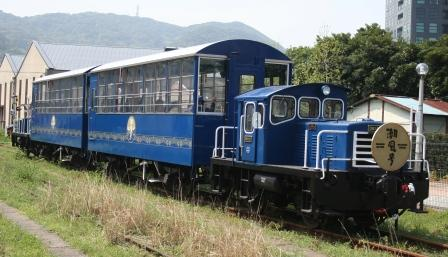
DB10形
平成筑豊鉄道に譲渡後の姿

1986年（昭和61年）4月に日本国有鉄道（国鉄）高森線を第三セクター鉄道に転換して開業した南阿蘇鉄道では、将来にわたって乗客が減少することが見込まれ、厳しい経営が予想されていたことから、早期に沿線外の乗客を誘致する施策をとり、トロッコ客車2両を機関車2両で挟む編成の観光列車を開業直後から運転してきた。運転開始後30年近くを経過し、経年による機関車の性能低下が問題となったため、北陸重機工業でDB16形2両を新造、DB10形を置き換えた。DB16形はDB10形の外観のイメージを残しつつ、エンジン出力を242.7 kW（330 PS）に強化している。導入にあたり、日本宝くじ協会の助成を受けた宝くじ号である。2007年（平成19年）3月からトラ700形2両を挟む編成で運転を開始し、同年5月にはTORA200形1両が編成に追加されている。

## 車体
DB10形のイメージを残すことを前提に外観が設計されている。車体は茶系に塗装された。

## 走行装置
エンジンは、日産ディーゼル工業製PF6TA14ディーゼルエンジン（直列6気筒、排気量12,503 cc）、変速機は3要素1段2相形、正転2段、逆転2段液体式(8-1500)である。客車2両を挟んで総括制御が可能である。制動装置として自動空気ブレーキを備える。

## 車歴
| 形式 | 車両番号 | 製造      | 廃車 |
| ---- | -------- | --------- | ---- |
| DB16 | 1601     | 2007年3月 | -    |
| DB16 | 1602     | 2007年3月 | -    |

## 運用
開業当初から、将来にわたる沿線旅客の減少が懸念された南阿蘇鉄道では、トロッコ列車の導入によって沿線外の旅客を誘致することが計画され、国鉄の無蓋貨車2両を、貨車移動機を改造したDB10形機関車2両で挟んで運転するトロッコ列車「ゆうすげ号」が1986年（昭和61年）7月26日から運転されていたが、経年による機関車性能の低下により、2006年（平成18年）の運転を最後にDB10形が廃車され、翌年以降の運転は新造されたDB16形が担い、客車も改装された。3月から11月末の土日祝日を中心に運転され、夏休み、春休み、ゴールデンウイーク期間は平日も運転される。2016年（平成28年）4月16日に発生した 熊本地震により南阿蘇鉄道も被害を受け全線が運休したが、同年7月31日から中松駅 - 高森駅間で運行を再開、トロッコ列車も同区間で運転を再開した。

### 雑誌記事
- 『鉄道ピクトリアル』通巻480号「新車年鑑1987年版」（1987年5月・電気車研究会）
  - 南阿蘇鉄道（株）運輸課長 藤山 勲「南阿蘇鉄道DB10形、トラ700形トロッコ列車「ゆうすげ号」」 pp. 173

- 『鉄道ピクトリアル』通巻795号「鉄道車両年鑑2007年版」（2007年10月・電気車研究会）
  - 岸上 明彦「2006年度民鉄車両動向」 pp. 116-141
  - 「各社別新造・改造・廃車一覧」 pp. 222-235

- 『鉄道ピクトリアル』通巻810号「鉄道車両年鑑2008年版」（2008年10月・電気車研究会）
  - 岸上 明彦「2007年度民鉄車両動向」 pp. 122-151
  - 南阿蘇鉄道（株）鉄道部 津留 恒誉「南阿蘇鉄道 トロッコ列車新編成」 pp. 205-206
  - 「民鉄車両諸元表」 pp. 210-214
  - 「各社別新造・改造・廃車一覧」 pp. 242-255

### Web資料
- “南阿蘇鉄道の歴史”.   南阿蘇鉄道. 2017年12月10日閲覧。